# شرکت معدن اردنت
شرکت معدن اردنت (مغولی: Эрдэнэт үйлдвэр English: Precious factory) شرکت معدن زغال‌سنگ مغولستانی است، که در سال ۱۹۷۴ تأسیس شد.